# Nowe Chmielówko
Nowe Chmielówko (niem. Vorwerk Auer) – osada leśna w Polsce położona na Pojezierzu Iławskim w województwie warmińsko-mazurskim, w powiecie iławskim, w gminie Zalewo, nad jeziorem Jeziorak. W obrębie osady znajduje się również leśniczówka "Chmielówka".
W latach 1975–1998 miejscowość administracyjnie należała do województwa olsztyńskiego.
Miejscowość wzmiankowana w dokumentach z XVIII w., jako folwark szlachecki na trzech włókach, pod nazwą Chmelowken. W roku 1782 w osadzie odnotowano jeden dom, natomiast w 1858 w jednym gospodarstwie domowym było 11 mieszkańców. W roku 1973 jako leśniczówka Nowe Chmielówko należało do powiatu morąskiego, gmina Zalewo, poczta Boreczno.